# Der FBI-Agent
Der FBI-Agent ist ein US-amerikanischer Kriminalfilm von Regisseur William Keighley aus dem Jahre 1935. Er ist nie in die deutschen Kinos gekommen.

## Handlung
Rechtsanwalt James Davis, der gerade die uninteressante Anfrage eines Klienten abgelehnt hat, empfängt seinen Freund Buchanan vom FBI. Dieser schlägt ihm vor, sich auch beim FBI zu bewerben, doch Davis lehnt zunächst ab. Später ist Buchanan im Begriff, ein Mitglied einer Gangsterbande festzunehmen, wird jedoch hinterrücks von einem Komplizen erschossen. Als Davis davon erfährt, ist er fest entschlossen, zum FBI zu gehen, um so die Gangster, von denen er einige aus seiner Jugend kennt, zur Strecke zu bringen.
Davis stattet seinem Freund und Gönner McKay, der im Unterhaltungsgewerbe tätig ist, einen Besuch ab und teilt ihm seinen Entschluss mit. McKay, der auch mit Verbrechern zusammenarbeitet, ist einverstanden und so trennen sich vorerst ihre Wege. Im Ballsaal trifft Davis noch Jean, zu der er innige Beziehung hat, und gibt ihr einen Abschiedskuss. Dann fährt er nach Washington zum FBI, wo Jeffrey McCord für ihn zuständig ist. Er begleitet Davis im Trainingsprogramm und ist über seine Fähigkeiten im Boxen und Schießen erstaunt. Mit Jeffreys Schwester Kay beginnt Davis zu flirten, was ihr aber weniger gefällt.
Nach einem Banküberfall mischt Davis sich eifrig in die Ermittlungen ein. Aufgrund einer am Tatort zurückgelassenen Gardenie schließt er auf den Gangster Leggett, den er noch von früher kennt – der Tipp ist goldrichtig. Als klar wird, dass Leggett auch Buchanan erschossen hat, will Davis unbedingt auf ihn angesetzt werden. Doch wegen seiner mangelnden Erfahrung muss er einen Rückzieher machen – Agent Farrel bekommt den Auftrag. Nachdem er sich außerdem geheim mit McKay getroffen hat, muss er um seinen Job bangen, doch McCord verzeiht ihm ein letztes Mal und feuert ihn nicht.
In den folgenden Wochen wird der mittlere Westen der USA von einer Welle des Verbrechens heimgesucht, in der zahlreiche Morde und Diebstähle geschehen. Die Gesetzgeber des Landes erkennen den Ernst der Lage und bieten dem FBI mehr Freiräume: So ist es den Agenten nun erlaubt, Schusswaffen zu tragen und von ihnen Gebrauch zu machen. Als Agent Farrell ums Leben kommt, darf Davis endlich Jagd auf die Gangster machen. Er spürt Leggett auf und verhaftet ihn in seiner Wohnung. Kay will den Gangster anschließend alleine ins Gefängnis bringen, wobei Davis ihn aber sicherheitshalber verfolgt. Wieder im Büro, erlebt Davis eine Überraschung: Seine alte Bekannte Jean wird verhört, denn sie ist seit einiger Zeit mit Collins, einem Mitglied der Gangsterbande, verheiratet. Davis spricht mit ihr unter vier Augen und entlockt ihr einen Hinweis auf den Aufenthaltsort Collins’.
Davis und die Agenten erscheinen in großer Zahl vor dem Haus, in dem sich die Gangsterbande – mit McKay als Geisel – verschanzt hat. Es folgt ein Schusswechsel mit vielen Toten auf Seiten der Verbrecher. Auch McKay hat es erwischt, was Davis stark mitnimmt. Nach diesem Vorfall will Davis seinen Job aufgeben, aber McCord bittet ihn zu bleiben, um die Gangsterbande endgültig zu zerschlagen. Collins gelingt es inzwischen zu fliehen und seine Gattin Jean zu besuchen. Als Davis und McCord bei Jean an der Tür klopfen, schießt Collins auf sie. Davis hat seinen Kollegen rechtzeitig warnen können, so dass beide lebend davonkommen. Kay McCord, die begreift, dass Davis ihrem Bruder das Leben gerettet hat, kümmert sich um Davis’ Schussverletzung. Collins schafft es, Kay zu entführen und in einer Garage zu verstecken. Er schießt auf Jean, weil er glaubt, sie habe ihn an das FBI verraten. Jean rettet sich ins Krankenhaus, nennt Davis mit letzter Kraft das Versteck und gibt ihm einen letzten Abschiedskuss. In Collins Versteck kommt es zum Schusswechsel zwischen Collins und Davis. Collins, der mit dem Auto fliehen kann, wird von dem inzwischen eingetroffenen McCord beschossen. Collins fährt tödlich getroffen in eine Häuserwand. Glücklich verlassen Kay McCord und Davis den Ort des Geschehens.

## Entstehungsgeschichte und Rezeption
Der FBI-Agent wurde 1935 in einem Zeitraum von knapp eineinhalb Monaten gedreht und spielte insgesamt über 1 Million US-Dollar ein.
Das Skript zum Film wurde von FBI-Direktor J. Edgar Hoover persönlich durchgesehen und ein Team von Agenten überprüfte die Korrektheit sämtlicher Details im Film, da dieser der Imagepflege der so genannten G Men, der Agenten des FBI, dienlich sein sollte.
Dem Film wird von Kritikern eine wichtige Rolle in der Entwicklung des Gangsterfilms zugeschrieben. Er gilt als der erste Film, der die Arbeit der Polizei beim Kampf gegen das Verbrechen derart in den Vordergrund stellt. Besonders die innere Struktur des FBI sowie deren Ermittlungsmethoden werden ausführlich dargestellt. Es ist bezeichnend für die Entwicklung des Genres, dass die Hauptrolle des Agenten von James Cagney, der zuvor als Gangsterdarsteller berühmt geworden ist, gespielt wird. Die Heroisierung der Hauptfigur in Der FBI-Agent erinnert an ebensolche Gangsterfilme, deren Muster in diesem Film aufgegriffen und weiter entwickelt wurden.
In der im Fernsehen ausgestrahlten Version ist dem Film ein kurzer Vorspann (gedreht 1949) vorangestellt, in dem ein FBI-Mann vor seinen Auszubildenden steht und ihnen ebendiesen Film vorführt, um die damalige Arbeitsweise der Polizisten zu demonstrieren. Das zeigt, dass der Film auch dokumentarische Züge besitzt.

## Auszeichnungen
Oscar 1936
- Nominierung in der Kategorie Beste Originalgeschichte (Darryl F. Zanuck)